# Garaşsyz, bitarap, türkmenistanyň döwlet gimni
Garassyz, bitarap, türkmenistanyn döwlet gimni is het nationale volkslied van Turkmenistan sinds 1997. De vertaling van de titel luidt voluit Volkslied van het onafhankelijke en neutrale Turkmenistan. De muziek is geschreven door de Turkmeense componist Veli Muchatov (1916–2005). Met de dood van president en dictator Saparmurat Niazov in 2006 is de huidige tekst mogelijk geen lang leven meer beschoren.

## Turkmeense tekst
Türkmenbaşyň guran beýik binasy
Berkarar döwletim, jigerim - janym.
Başlaryň täji sen, diller senasy
Dünýä dursun, sen dur, Türkmenistanym!
Janym gurban sana, erkana ýurdum
Mert pederleň ruhy bardyr könülde.
Bitarap, Garaşsyz topragyn nurdur
Baýdagyn belentdir dünýan önünde.

Türkmenbaşyň guran beýik binasy
Berkarar döwletim, jigerim - janym.
Başlaryň täji sen, diller senasy
Dünýä dursun, sen dur, Türkmenistanym!

Gardaşdyr tireler, amandyr iller
Owal-ahyr birdir bizin ganymyz.
Harasatlar almaz, syndyrmaz siller
Nesiller döş gerip gorar şanymyz.

Türkmenbaşyň guran beýik binasy,
Berkarar döwletim, jigerim - janym.
Başlaryň täji sen, diller senasy,
Dünýä dursun, sen dur, Türkmenistanym!

Arkamdyr bu daglar, penamdyr düzler
Ykbalym, namysym, togabym, Watan!
Sana şek ýetirse, kör bolsun gözler
Geçmişim, geljegim, dowamym, Watan!

## Nederlandse vertaling
Het grote bouwwerk van Türkmenbashi,
Mijn soeverein land, mijn hart en ziel,
Krans op mijn hoofd, het beloofde land,
Moge jij Turkmenistan het eeuwige leven hebben!

Mijn leven geef ik jou, vrij land,
Mijn hart is vervuld van voorvaderlijke inspiratie,
Het neutrale, onafhankelijke land straalt,
Met geheven vlag in de wereld.

Het grote bouwwerk van Türkmenbashi,
Mijn soeverein land, mijn hart en ziel,
Krans op mijn hoofd, het beloofde land,
Moge jij Toerkmenistan het eeuwige leven hebben!

Broederlijke stammen, welvarend volk,
Ons historisch bloed is één,
Ongebroken door storm en stortvloed
hebben generaties hun eer verdedigd.

Het grote bouwwerk van Türkmenbashi,
Mijn soeverein land, mijn hart en ziel,
Krans op mijn hoofd, het beloofde land,
Moge jij Toerkmenistan het eeuwige leven hebben!

Achter de bergen, tegenover de vlakten,
Mijn lot, mijn eer, mijn plicht, mijn Vaderland!
Als ik jou kwaad berokken, moge ik het ooglicht verliezen,
Mijn verleden, mijn toekomst, mijn leven, mijn Vaderland!

Bron vertaling: Türkmenbashi, S. Ruhnama. Amsterdam, 2004. (anonieme vertaler)
Onafhankelijke staten: Afghanistan · Armenië · Azerbeidzjan · Bahrein · Bangladesh · Bhutan · Brunei · Cambodja · China · Cyprus · Filipijnen · Georgië · India · Indonesië · Irak · Iran · Israël · Japan · Jemen · Jordanië · Kazachstan · Kirgizië · Koeweit · Laos · Libanon · Maldiven · Maleisië · Mongolië · Myanmar · Nepal · Noord-Korea · Oezbekistan · Oman · Oost-Timor · Pakistan · Qatar · Rusland · Saoedi-Arabië · Singapore · Sri Lanka · Syrië · Tadzjikistan · Thailand · Turkije · Turkmenistan · Verenigde Arabische Emiraten · Vietnam · Zuid-Korea
Niet algemeen erkende landen: Abchazië · Nagorno-Karabach · Palestina · Taiwan · Turkse Republiek Noord-Cyprus · Zuid-Ossetië